# Морская сажень
Морска́я са́жень (саже́нь) (англ. fathom, фатом, фадом, фэсом) — единица длины в английской системе мер и производных от неё, равная 6 футам.

## Происхождение
Английское название морской сажени, фатом (fathom), происходит от староанглийского слова fæðm, которое и означало «две вытянутые руки», то есть, собственно, маховую сажень. Впоследствии, в среднеанглийском языке это слово приобрело форму fathme. В Россию этот термин проник через морскую среду и употребляется в обоих вариантах взаимозаменяемо.

## Значение
В настоящий момент в мире наиболее распространена международная морская сажень, значение которой, принятое в 1958 году, равняется ровно двум ярдам или шести футам, то есть 1,8288 м. Вплоть до стандартизации был широко распространён английский фатом, равный в точности 1⁄1000 морской мили (6,080 футов), то есть 1,853 184 метра.
1 международная морская сажень, таким образом, равна:
- 6 футам (1 фут примерно равен 0,1667 фатома)
- 2 ярдам (1 ярд в точности равен 0,5 фатома)
- 1,8288 метрам (1 метр примерно равен 0,5468 фатома)
- 72 дюймам

## Употребление
Ранее в англоязычных странах фатом широко применялся в качестве меры расстояния, однако в настоящее время его использование практически полностью ограничено морским делом, где эта мера употребляется, в основном, для измерения глубины. Вплоть до начала XX века в фатомах измерялась глубина шахт и скважин в Великобритании.

## Сходные единицы
Во множестве разных языков и культур существуют соответствующие морской сажени единицы длины:
| Язык                                      | Название                          | Размер в метрах               |
| ----------------------------------------- | --------------------------------- | ----------------------------- |
| Австрийский вариант немецкого, венгерский | нем. Klafter, венг. öl            | 1,896 483 8 (т. н. «венский») |
| Голландский                               | vadem, vaam                       | 1,883 679                     |
| Датский                                   | favn                              | 1,883 124                     |
| Древнегреческий                           | orguia                            | 1,8542                        |
| Испанский                                 | braza                             | 1,6718                        |
| Итальянский                               | braccio                           | --                            |
| Мальтийский                               | qasba                             | ~ 2,096                       |
| Немецкий                                  | Klafter, Faden = 6 Fuß            | ~ 1,7                         |
| Норвежский                                | famn                              | 2                             |
| Польский                                  | sążeń                             | 1,728                         |
| Португальский                             | braça                             | --                            |
| Санскрит                                  | vyama                             | --                            |
| Сербский                                  | hvat (хват)                       | 1,896 484                     |
| Словацкий                                 | siaha                             | --                            |
| Финский                                   | syli                              | --                            |
| Французский                               | toise (около 1150), brasse (1409) | ~ 1,949                       |
| Хорватский                                | hvat                              | 1,896 484                     |
| Чешский                                   | sáh                               | 1,7928                        |
| Шведский                                  | famn                              | 1,7814                        |
| Эсперанто                                 | klafto                            | --                            |
| Эстонский                                 | süld                              | 1,8288                        |
| Японский                                  | hiro (尋)                         | ~ 1,818                       |